# Centrorhynchus bubonis
Centrorhynchus bubonis är en hakmaskart som beskrevs av Yamaguti 1939. Centrorhynchus bubonis ingår i släktet Centrorhynchus och familjen Centrorhynchidae. Inga underarter finns listade i Catalogue of Life.